# À travers Lausanne
À travers Lausanne var ett schweiziskt landsvägslopp i cykling som avhölls i Lausanne från 1940 till 2001, dock med ett uppehåll på 17 år (1950–1966) och ett på 15 år (1981–1995). Loppet gick normalt i (september) oktober, men de fem sista upplagorna kördes på sommaren, just efter Tour de France. Inledningsvis kördes loppet, som var ett cirka fem kilometer långt backlopp, som ett linjelopp, men från 1968 körde deltagarna uppför backen två gånger, den ena i form av ett linjelopp och den andra körd som individuellt tempolopp, varefter tiderna lades samman. En klättring uppför den 265 meter höga backen (medelstigning cirka 6 %) tog 11–12(–13) minuter.
Flest segrar har Joop Zoetemelk som vann fem år i rad 1975–1979. Eddy Merckx vann fyra lopp och blev därtill tvåa tre gånger. Även Ferdinand Kübler nådde fyra segrar.

## Podieplaceringar
| År        | Guld                | Silver                 | Brons                   |
| 1940      | Ferdi Kübler        | Émile Vaucher          | Robert Lang             |
| 1941      | Ferdi Kübler        | Ernest Kuhn            | Hans Knecht             |
| 1942      | Ferdi Kübler        | Kurt Zaugg             | Alfred Vock             |
| 1943      | Hans Knecht         | Alfred Vock            | Ernest Kuhn             |
| 1944      | Louis Garzoli       | Gottfried Weilenmann   | Alberto Boffa           |
| 1945      | Ferdi Kübler        | Gottfried Weilenmann   | Fermo Camellini         |
| 1946      | Fermo Camellini     | Paul Giacomini         | Jean de Gribaldy        |
| 1947      | Fausto Coppi        | Fermo Camellini        | Fritz Schaer            |
| 1948      | Jean Robic          | Paul Giacomini         | Jean de Gribaldy        |
| 1949      | Fritz Schaer        | Jean de Gribaldy       | Lucien Lazaridès        |
| 1950-1966 | ej avhållet         | ej avhållet            | ej avhållet             |
| 1967      | Raymond Poulidor    | Eddy Merckx            | Julio Jiménez           |
| 1968      | Eddy Merckx         | Felice Gimondi         | Raymond Poulidor        |
| 1969      | Herman Van Springel | Martin Van Den Bossche | Franco Bitossi          |
| 1970      | Eddy Merckx         | Raymond Poulidor       | Gianni Motta            |
| 1971      | Luis Ocaña          | Eddy Merckx            | Joaquim Agostinho       |
| 1972      | Eddy Merckx         | Bernard Thévenet       | Joop Zoetemelk          |
| 1973      | Eddy Merckx         | Felice Gimondi         | Raymond Poulidor        |
| 1974      | Giuseppe Perletto   | Felice Gimondi         | Wladimiro Panizza       |
| 1975      | Joop Zoetemelk      | Eddy Merckx            | Giuseppe Perletto       |
| 1976      | Joop Zoetemelk      | Bernard Thévenet       | Willi Lienhard          |
| 1977      | Joop Zoetemelk      | Johan De Muynck        | Bernard Thévenet        |
| 1978      | Joop Zoetemelk      | Bernard Hinault        | Giuseppe Perletto       |
| 1979      | Joop Zoetemelk      | Gottfried Schmutz      | Bernard Hinault         |
| 1980      | Gottfried Schmutz   | Stefan Mutter          | Gilbert Duclos-Lassalle |
| 1981-1995 | ej avhållet         | ej avhållet            | ej avhållet             |
| 1996      | Tony Rominger       | Oscar Camenzind        | Laurent Dufaux          |
| 1997      | Laurent Dufaux      | Marco Pantani          | Beat Zberg              |
| 1998      | Marco Pantani       | Bobby Julich           | Pascal Richard          |
| 1999      | Alex Zülle          | Laurent Dufaux         | Stefano Garzelli        |
| 2000      | Daniel Schnider     | Oscar Camenzind        | Laurent Dufaux          |
| 2001      | Cadel Evans         | José Luis Rubiera      | Laurent Dufaux          |